# Rangeley Plantation
Rangeley Plantation ist eine Plantation im Franklin County des Bundesstaates Maine in den Vereinigten Staaten. Im Jahr 2020 lebten dort 184 Einwohner in 470 Haushalten auf einer Fläche von 105,4 km².

## Geografie
Nach dem United States Census Bureau hat Rangeley Plantation eine Gesamtfläche von 122,8 km², von denen 105,4 km² Land sind und 17,4 km² aus Gewässern bestehen.

### Geografische Lage
Rangeley Plantation liegt im Westen des Franklin Countys, an der Grenze zum Oxford County. Im Westen grenzt der Mooselookmeguntic Lake an und im Norden befindet sich der Rangeley Lake. Weitere kleinere Seen auf dem Gebiet der Plantation sind der Mud Pond, Beaver Pond und der Mountain Pond. Die Oberfläche ist hügelig, die höchste Erhebung ist der 954 m hohe Beaver Mountain.

### Nachbargemeinden
Alle Entfernungen sind als Luftlinien zwischen den offiziellen Koordinaten der Orte aus der Volkszählung 2010 angegeben.
- Norden: Rangeley, 5,9 km
- Osten: Sandy River, 17,4 km
- Süden: West Central Franklin, Unorganized Territory, 11,1 km
- Westen: North Oxford, Oxford County, Unorganized Territory, 26,5 km

### Stadtgliederung
In Rangeley Plantation gibt es zwei Siedlungsgebiete: Bemis und Greenvale Cove.

### Klima
Die mittlere Durchschnittstemperatur in Rangeley Plantation liegt zwischen −11,8 °C (11 °Fahrenheit) im Januar und 16,7 °C (62 °Fahrenheit) im Juli. Damit ist der Ort gegenüber dem langjährigen Mittel der USA um etwa 9 Grad kühler. Die Schneefälle zwischen Oktober und Mai liegen mit bis zu zweieinhalb Metern mehr als doppelt so hoch wie die mittlere Schneehöhe in den USA; die tägliche Sonnenscheindauer liegt am unteren Rand des Wertespektrums der USA.

## Geschichte
Als Plantation wurde das Gebiet 1845 als T3 R1 WBKP gegründet, dazu gehörten auch das Gebiet der Dallas Plantation Plantations 2 and 3 in the first range and 2 and 3 in the second range of townships, das Gebiet der Sandy River Plantation T3 R1 WBKP und die Town Rangeley T3 R2 WBKP. Diese multiplen Plantations wurden 1859 zerschlagen.

### Einwohnerentwicklung
| Volkszählungsergebnisse – Plantation of Rangeley, Maine | Volkszählungsergebnisse – Plantation of Rangeley, Maine | Volkszählungsergebnisse – Plantation of Rangeley, Maine | Volkszählungsergebnisse – Plantation of Rangeley, Maine | Volkszählungsergebnisse – Plantation of Rangeley, Maine | Volkszählungsergebnisse – Plantation of Rangeley, Maine | Volkszählungsergebnisse – Plantation of Rangeley, Maine | Volkszählungsergebnisse – Plantation of Rangeley, Maine | Volkszählungsergebnisse – Plantation of Rangeley, Maine | Volkszählungsergebnisse – Plantation of Rangeley, Maine | Volkszählungsergebnisse – Plantation of Rangeley, Maine |
| Jahr                                                    | 1900                                                    | 1910                                                    | 1920                                                    | 1930                                                    | 1940                                                    | 1950                                                    | 1960                                                    | 1970                                                    | 1980                                                    | 1990                                                    |
| ------------------------------------------------------- | ------------------------------------------------------- | ------------------------------------------------------- | ------------------------------------------------------- | ------------------------------------------------------- | ------------------------------------------------------- | ------------------------------------------------------- | ------------------------------------------------------- | ------------------------------------------------------- | ------------------------------------------------------- | ------------------------------------------------------- |
| Einwohner                                               | 98                                                      | 190                                                     | 159                                                     | 79                                                      | 63                                                      | 44                                                      | 39                                                      | 52                                                      | 69                                                      | 103                                                     |
| Jahr                                                    | 2000                                                    | 2010                                                    | 2020                                                    | 2030                                                    | 2040                                                    | 2050                                                    | 2060                                                    | 2070                                                    | 2080                                                    | 2090                                                    |
| Einwohner                                               | 123                                                     | 189                                                     | 184                                                     |                                                         |                                                         |                                                         |                                                         |                                                         |                                                         |                                                         |

## Wirtschaft und Infrastruktur

### Verkehr
Die Maine State Route 17 verläuft in nordsüdlicher Richtung zentral durch das Gebiet der Plantation. Entlang des Südufers des Rangeley Lakes verläuft die Maine State Route 4.

### Öffentliche Einrichtungen
In Rangeley gibt es keine medizinischen Einrichtungen. Die nächstgelegenen befinden sich in Rumford, Farmington und Rangeley.
Rangeley Plantation besitzt keine eigene Bücherei. Die nächstgelegenen befinden sich in Stratton, Carrabassett Valley und in der Town Rangeley.

### Bildung
Rangeley Plantation gehört mit Dallas Plantation, Magalloway Plantation, Rangeley und Sandy River Plantation zur RSU 78, den Rangeley Lakes Regional Schools. In der Town Rangeley stehen eine Elementary, Middle School und eine High School zur Verfügung.